# Фотергилл, Джесси
Джесси Фотергилл (англ. Jessie Fothergill; июнь 1851, Манчестер — 28 июля 1891, Берн) — британская писательница.

## Биография
Джесси Фотергилл родилась в городе Манчестере, но выросла на ферме под названием Капп-Энд в Уэнслидэйле, которая принадлежала семье её отца с XVII века. Фотергилл и её сестра Кэтрин обе стали романистками.
Её первые два романа не продались, но третий роман Джесси Фотергилл «The First Violin» получил большую популярность и принёс писательнице известность, хотя поначалу был отвергнут двумя издательствами, боявшимися, что публика не примет роман, в котором главной героиней была замужняя женщина, ставшая центром внимания германского фермера. Роман, тем не менее, хорошо продавался не только в Великобритании, но и в Соединённых Штатах. Печатался в журнале Temple Bar, затем вышел в трёх томах.
Фотергилл страдала от болезни лёгких, поэтому была вынуждена, избегая британского климата, путешествовать по Европе и США; скончалась в Швейцарии в 40-летнем возрасте. 
В её романах современные критики усматривают элементы агностицизма. Наиболее известные произведения: «Heally», «Aldyth», «The first violin», «Probation», «The Wellfields», «Kith and Kin», «Healey», «Peril» (1884).